# Pignoise
Pignoise es una banda de pop punk formada por el exfutbolista del Real Madrid Álvaro Benito (cantante, guitarrista y compositor), Pablo Alonso Álvarez (bajo y coros) y Héctor Polo (batería).

## Biografía

### Los primeros años
Se hicieron famosos gracias a Torgo y a un videoclip producido por él para ayudar a Pignoise a dar el salto a la fama. Todo empezó con una lesión de rodilla que prácticamente acabó con la carrera como futbolista de Álvaro Benito en el Real Madrid. Este, en los muchos meses de inactividad deportiva y de rehabilitación, comenzó a tocar su guitarra y, poco a poco, empezó a componer. Después de un escaso éxito componiendo en inglés, se unió Polo, otro futbolista no tan famoso y, a su vez, maldito por las lesiones. El tercer miembro, Pablo, era un bajista llegado de Asturias a Madrid para estudiar Arte dramático, y que se unió a la banda ya que era amigo de la hermana de Álvaro. En sus inicios, la banda contaba con un cuarto miembro, Jesús Mateos, que abandonó el grupo de una manera repentina justo en el momento en el que éxito y fama estaban de su lado.
Después de tener poca repercusión en el mercado con sus anteriores discos Melodías desafinadas y Esto no es un disco de punk, bien por el desconocimiento del grupo en la sociedad bien por la falta de promociones, patrocinadores, etc. pensaron en disolver el grupo pero entonces surgió su oportunidad.

### Anunciado en televisión
La fama les vino gracias al tema Nada que perder elegido como sintonía de la serie Los hombres de Paco, en la que la banda aparecía con cierta frecuencia, incluso como personajes secundarios que ensayaban y daban sus conciertos en el bar en el que se reunían los protagonistas de la serie. Tal llegó a ser el éxito que firmaron con la discográfica Warner DRO y grabaron un nuevo álbum, Anunciado en televisión. Este disco tenía unas melodías y canciones más complejas y trabajadas.
Es gracias a este disco cuando la banda impulsa su carrera llevándolos a recorrer toda España dando un total de más de 170 conciertos en año y medio. Este mismo álbum les hace ganar un disco de platino y mantenerse en los primeros lugares en cuanto a ventas durante los 19 meses que siguieron a su lanzamiento. Durante la grabación y promoción de este CD, el cuarto miembro de la banda, Jesús Mateos, quien se encargaba de la primera guitarra, dejó la banda por motivos personales.
Este disco dejaba tras de sí canciones como la antes citada Nada que perder, a la que se sumó Te entiendo, con la que recibieron el impulso definitivo. Los números uno, los galardones y el afecto del público se sucedían unos tras otros.

### Cuestión de gustos

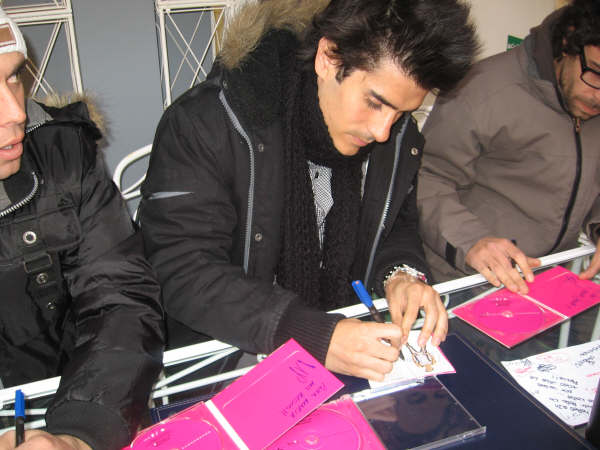
Álvaro Benito, vocalista de Pignoise en una firma de discos el 24 de marzo de 2007 en Valladolid (España).

Toda esta intensidad sobre las tablas y la responsabilidad del éxito les llevó a concebir un cuarto disco, Cuestión de gustos.
El 23 de octubre de 2007 salió a la venta y su primer sencillo fue Sigo llorando por ti. Este disco, en palabras del propio Álvaro, mantiene la esencia de la banda, pero es más completo.
La banda publicó un segundo sencillo, Sin ti, tratándose de una composición que tanto en la letra como en la melodía evocaba a su éxito Te entiendo. Además se encargó de componer e interpretar la canción oficial de la Selección de fútbol de España en la Eurocopa 2008, titulada Pasar de Cuartos.
En junio de 2008 se editó una versión especial del álbum, con tres temas inéditos, al igual que en México, país en el que se publicó una versión distinta de Cuestión de gustos, que incluía también los mejores temas de Anunciado en televisión.
Tras varios conciertos por Hispanoamérica realizaron una gira por España, que duró hasta finales de 2008. Durante la misma lanzaron el sencillo Sube a mi cohete y también formaron parte de las BSO de las películas infantiles Carlitos y el campo de los sueños o Space Chimps.
Ese mismo año reeditaron Cuestión de gustos, donde incluían el tema Nadie es perfecto.

### Cuestión de directo
A principios del 2009 grabaron en la conocida Sala Caracol (Madrid) su disco Cuestión de directo, donde se incluyen los temas de los anteriores discos además de colaboraciones con NoWayOut, Soraya Arnelas o Melendi, con el que sobresale el tema Estoy Enfermo, que los ha llevado a obtener el número uno de los 40 Principales durante la semana del 20 de junio de 2009.

### Año Zero
El 27 de abril de 2010 salió a la venta Año Zero cuyo primer sencillo es "Todo me da igual". El disco se pudo comprar en su página web, disponiendo de ciertas ventajas, entre las que contaron pases vips para los conciertos de la gira de verano, ediciones firmadas, etc... 
Se puede encontrar en varias ediciones: la edición estándar que contiene 12 canciones y la edición especial que contiene 15 canciones además de numerosos extras.
Los temas de este nuevo disco Año Zero son: Año Zero, Todo se muere, Cama vacía, Culpables, Quiero, Todo me da igual, Perdido en la oscuridad, Entre nosotros, Desesperado, Lo tuve, Mundo muerto, Animal y Bajo tu suela.
La reedición de este álbum está prevista para diciembre de 2010, y entre las novedades que presentará esta reedición será un videoclip con Sara Carbonero.
También estaba prevista una película, la cual incluiría todos los videoclips del disco (titulada "Año Zero") la cual de momento aún no ha visto la luz.
Sus otros sencillos son Cama Vacía, Quiero y Bajo tu suela

### Pignoise por dentro
En 2011 sacaron el EP Pignoise por dentro, reedición del anterior disco, en formato CD+DVD documental que además incluía un cómic exclusivo del cual solo salieron a la venta 2.000 unidades inéditas junto con el nuevo sencillo Piezas.
El cómic contenía 40 páginas en las que se contaba las historias narradas por la banda en las canciones de "Año Zero".  Ese mismo año se lanzan a las nuevas tecnologías y realizan su primer concierto por internet en directo, a través de la plataforma de conciertos eMe.

### El tiempo y el espacio
En 2012, Pignoise además de estar preparando su nuevo trabajo discográfico, realizó una exitosa gira por Sudamérica, junto a Hombres G, y tras un año sin gira en España, en 2013 Pignoise vuelve más fuerte que nunca con un nuevo disco, “El tiempo y el espacio”, el séptimo de estudio. 
“Al Pisar” es el tema adelanto que el grupo presenta como aperitivo de lo que será su nuevo álbum, que se presentará en 3 formatos diferentes: CD físico con 12 canciones, CD digital con 12 canciones + 2 temas extras y una tercera edición especial en vinilo.
El 30 de abril de 2013 sacaron a la venta el disco. Su primer sencillo es “La Gravedad”, el cual va acompañado de una cara B con el título de “La Enfermedad”, tema no incluido en el disco.
Para este nuevo trabajo el grupo ha creado este año su propio sello discográfico, Pignoise Records. El disco ha sido grabado en los estudios Bunker de Madrid, entre los meses de octubre de 2012 y enero de 2013 y está producido nuevamente por su productor habitual Dani Alcover.
Álvaro define el nuevo disco como: 

"Un gran paso hacia delante en nuestra carrera. Un disco muy enérgico y maduro que refleja nuestro estado vital."
Álvaro Benito

Pignoise se ha consolidado como una de las bandas más importantes de la escena pop punk  española. ”El tiempo y el espacio” será un disco muy diferente a sus anteriores trabajos. Si en cada álbum hemos ofrecido una evolución, en este es mucho más evidente. El trabajo de la banda sigue creciendo año tras año, dice Álvaro Benito.
El nuevo disco también incluye el tema "Lo importante", en el que ha participado el líder de Hombres G, David Summers. La canción forma parte de la banda sonora de la película española Quién mató a Bambi, en la cual también aparecen temas de este nuevo álbum.

### Estilo e influencias
La música de Pignoise destaca sobre todo por su base ligeramente punk rockera, acompañada por melodías de vena pop y letras de tinte sobre todo juvenil, lo cual les convierte claramente en una banda de pop punk y han sido generalmente definidos por medios nacionales o internacionales como tal. A pesar de ello, la etiqueta de pop rock también llegó a ser bastante frecuente en su momento, sobre todo a partir de la llegada del éxito comercial. Otras etiquetas que se han usado han sido rock alternativo y rock en español.
Sus principales influencias musicales son Ramones, Blink-182, Allister, Slick Shoes, The Offspring y especialmente Green Day.

## Miembros

### Actuales
- Álvaro Benito - Guitarra y voz. Nació el 10 de diciembre de 1976 en Salamanca, pero fue criado en Ávila. Sus inicios en el fútbol fueron en la cantera del Real Madrid y su posterior ascenso al primer equipo, donde destaca se brillante actuación en su debut, contando incluso con un gol en su estreno. Pero una lesión le apartó de los terrenos de juego.
- Pablo Alonso - Bajo y coros. Nació en Asturias, el 10 de abril de 1978. Ha estudiado Arte Dramático. Confiesa que le encanta el teatro, pero que actualmente la banda es su vida.
- Héctor Polo - Batería. Nació el 22 de mayo de 1979 en Madrid. Sus inicios al igual que Álvaro fueron en el fútbol, pero en equipos de menos renombre. Estuvo en la cantera del Rayo Vallecano, también jugó en el Rayo Majadahonda.
- Sergio Santabárbara - Guitarrista que les acompaña en sus directos.

### Antiguos miembros
- Jesús Mateos - Guitarra (2006 - 2007) quién abandonó el grupo por motivos personales.

## Discografía
Compuesta por un total de ocho álbumes. Seis de estudio, dos reediciones, siendo una de ellas grabada en directo.

### Discos realizados

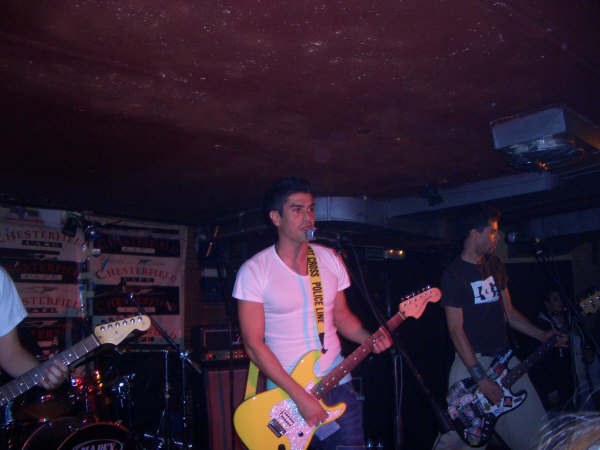
Pignoise en la Chesterfield café de Madrid (España) el 19 de noviembre de 2005.

| Lanzamiento             | Álbum                       | Ventas                                       | Discográfica     | Productor                     |
| ----------------------- | --------------------------- | -------------------------------------------- | ---------------- | ----------------------------- |
| 2003                    | Melodías desafinadas        | Poca repercusión publicitaria (pocas ventas) | Iuno Records     | -                             |
| 2005                    | Esto no es un disco de punk | Poca repercusión publicitaria (pocas ventas) | Iuno Records     | Jesús Antúnez y Álvaro Benito |
| 2006                    | Anunciado en televisión     | 100.000 copias vendidas                      | Warner Music     | Dani Alcover                  |
| 2007                    | Cuestión de gustos          | 60.000 copias vendidas                       | Warner Music     | Dani Alcover                  |
| 23 de junio de 2009     | Cuestión de directo         | 55.000 copias vendidas                       | Warner Music     | Dani Alcover                  |
| 27 de abril de 2010     | Año Zero                    | 35.000 copias vendidas                       | Sony Music       | Dani Alcover                  |
| 18 de octubre de 2011   | Pignoise por dentro         | Edición limitada a 20.000 unidades inéditas  | Sony Music       | Dani Alcover                  |
| 30 de abril de 2013     | El tiempo y el espacio      | -                                            | Pignoise Records | Dani Alcover                  |
| 9 de octubre de 2015    | Lo Que Queda Por Andar      | -                                            | Pignoise Records | Pignoise                      |
| 10 de diciembre de 2021 | Diversión                   | -                                            | Pignoise Records | Pignoise                      |
| 23 de febrero de 2024   | 20 Aniversario              | -                                            | Pignoise Records | Pignoise                      |

### Sencillos
| Año  | Sencillo                                  | Álbum                                   |
| ---- | ----------------------------------------- | --------------------------------------- |
| 2006 | Nada que perder (BSO Los hombres de Paco) | Anunciado en televisión                 |
| 2006 | Te entiendo                               | Anunciado en televisión                 |
| 2006 | Sigo llorando por ti                      | Cuestión de gustos                      |
| 2007 | Sin ti                                    | Cuestión de gustos                      |
| 2007 | Sube a mi cohete                          | Cuestión de gustos                      |
| 2008 | Pasar de cuartos                          | (Para la Selección de fútbol de España) |
| 2009 | Estoy enfermo                             | (Colaboración con Melendi)              |
| 2010 | Todo me da igual                          | Año Zero                                |
| 2010 | Cama vacía                                | Año Zero                                |
| 2010 | Quiero                                    | Año Zero                                |
| 2010 | Bajo tu suela                             | Año Zero                                |
| 2011 | Nubes de algodón                          | Pignoise por dentro                     |
| 2011 | La prisión del tiempo                     | Pignoise por dentro                     |
| 2013 | La Gravedad                               | El tiempo y el espacio                  |
| 2015 | Prométeme                                 | Lo que queda por andar                  |
| 2017 | Interrogante                              | Interrogante - Sencillo                 |
| 2021 | Una Sensación                             | Diversión                               |
| 2022 | MOTOR                                     | Diversión                               |
| 2022 | Huesos                                    | Diversión                               |
| 2025 | Madrid, Madrid, Madrid                    | (Para las fiestas de San Isidro)        |
| 2025 | Atardecer                                 | Atardecer - Sencillo                    |
| 2025 | Las Promesas Que Se Van                   | Las Promesas Que Se Van - Sencillo      |

### Colaboraciones
En febrero de 2024 sacaron un disco para celebrar su 20 Aniversario. En el contaron con la colaboración de muchos artistas en algunas canciones.
- Te entiendo (con Andrés Calamaro)
- Por verte (con Despistaos)
- Cama vacía (con La La Love You)
- Nada podrá salvarte (con Loquillo)
- Sigo llorando por ti (con Rulo y la Contrabanda)
- Una sensación (con Pole.)
- Súbete a mi cohete (con Marlon)
- Sin ti (con Los Secretos)
- Nada que perder (con Hombres G)
- Todo me da igual (con Taburete)
- Quiero (con Hens)
- Dame tres días (con Marlena)